# 寿原正一
寿原 正一（壽原、すはら しょういち、1911年（明治44年）1月1日 - 1975年（昭和50年）12月13日）は、昭和期の実業家、政治家。衆議院議員。

## 経歴
北海道古平郡古平町で寿原要太郎の息子として生まれる。1958年（昭和33年）専修大学会計学本科を卒業した。
1928年（昭和3年）頃、札幌市に移り海産物商のトラック助手となる。1932年（昭和7年）頃、日の出ハイヤーに運転手として就職。その後上京し、病人輸送専門の東京寝台自動車に務め、戦後に労働組合を結成して委員長に就任し、1948年（昭和23年）常務として経営陣に加わり、1953年（昭和28年）社長となった。同年、札幌つばめ自動車会長、1955年（昭和30年）新宿交通社長に就任。その他、中央自動車交通社長、札幌大和交通社長、北海道テレビ放送取締役、千歳空港ゴルフ場会長、東京旅客自動車指導委員会委員長、全国乗用自動車協会顧問、日本プロボクシング協会コミッション諮問委員などを務めた。
1960年（昭和35年）11月の第29回衆議院議員総選挙で北海道第1区から自由民主党公認で出馬して初選。1963年（昭和38年）11月の第30回総選挙でも再選され、衆議院議員に連続2期在任した。この間、自民党交通副部会、同党札幌支部連合会顧問などを務め、衆議院運輸委員としてタクシー業界のため働き、また、北海道農業・漁業界のためソ連スケソウ輸入規制、てんぷん政府買い入れ価格引き上げ問題などの解決に尽力した。
第34回総選挙に出馬を予定して準備中、東京四谷胃腸病院で胆石手術後に病状が悪化して急死した。葬儀は1975年12月21日、真宗大谷派札幌別院で行われ、葬儀委員長を町村金五が務めた。

## 国政選挙歴
- 第29回衆議院議員総選挙（北海道第1区、1960年11月、自由民主党）当選
- 第30回衆議院議員総選挙（北海道第1区、1963年11月、自由民主党）当選
- 第31回衆議院議員総選挙（北海道第1区、1967年1月、自由民主党）落選[1][7]
- 第32回衆議院議員総選挙（北海道第1区、1969年12月、無所属）落選[1][10]
- 第33回衆議院議員総選挙（北海道第1区、1972年12月、無所属）落選[1][10]

## 人物
- 箕輪登とは犬猿の仲であった[11]。